# Kolumnista

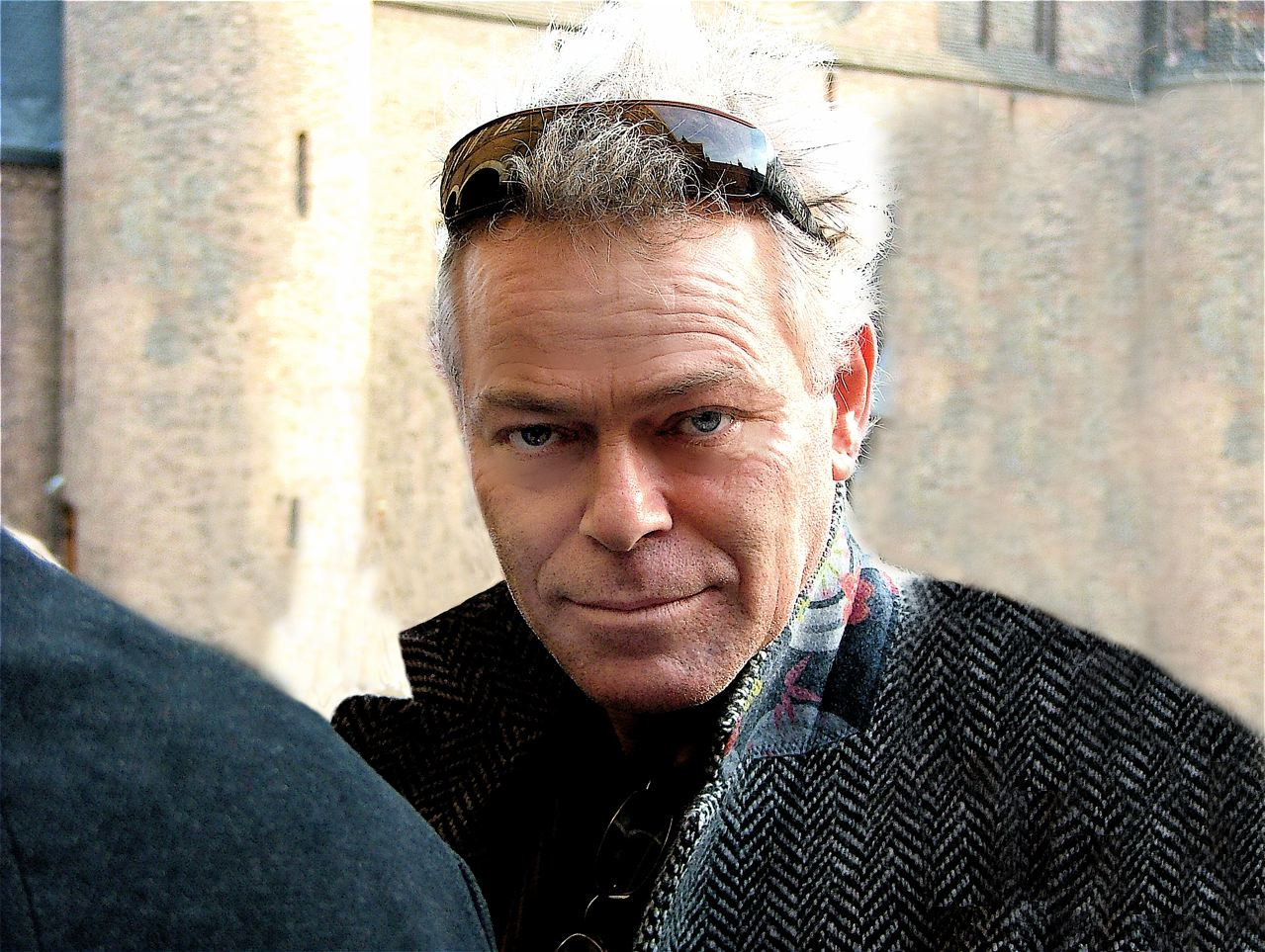
Martin Bril, holland kolumnista

A kolumnista a sajtózsargonban (a sajtó szakmai köreiben) elterjedt kifejezés. Kolumnistának nevezhetik a rovatvezetőt, a tárcacikkírót, a vezércikkírót is.
A kolumnista nagy presztízsű újságíró, akire a közönség figyel, – jó esetben – mert kompromisszummentesek az állásfoglalásai, mérvadó a véleménye.
A hagyományos vezércikk kifejezést mára a kolumna váltotta fel.
A sajtó legfontosabb feladata, hogy feltárja az igazságot és bemutassa a lényeges információkat, hogy az emberek eldönthessék, kivel és mivel azonosulnak, kit és mit támogatnak.